# Kickboxing mortale
Kickboxing mortale (Best of the Best 2) è un film del 1993 diretto da Robert Radler. Il film è il seguito di I migliori del 1989 e sarà seguito (uscito solo sul mercato home video) da Lotta estrema del 1996.

## Trama
Dopo essere ritornati dalla Corea del Sud ed essere stati accolti con grande entusiasmo, tre dei membri della squadra degli USA (Tommy Lee, Alex Grady e Travis Brickley) decidono di fondare una scuola di arti marziali a Las Vegas. Durante un combattimento clandestino Travis viene ucciso, Tommy e Alex indagano per cercare di scoprire i colpevoli e vendicarsi.

## Accoglienza
Il film è stato un notevole insuccesso, incassando solo 6.607.218 $. Fu inoltre criticato da molti critici e dal pubblico, sul sito IMDb il voto medio si aggira intorno al 4/10 e su Rotten Tomatoes ha solo l'11% dei riscontri positivi. Il risultato di questo flop fu che il successivo Lotta estrema fu distribuito direttamente in home video.